# Tebe (satèl·lit)
Tebe (Júpiter XIV) és una lluna de Júpiter, el quart més pròxim del planeta i el més excèntric del grup d'Amaltea.
Va ser descobert el 1979 amb el pas de la sonda Voyager 1 pel planeta (el seu nom temporal era S/1979 J 2). Encara que la foto en la que va ser descobert va ser feta el 5 de març, altres fotos anteriors (27 de febrer) també revelen el satèl·lit.
Tebe és un satèl·lit poc conegut. La lluna presenta a la seva superfície tres o quatre cràters d'impacte, bastant grans, ja que la seva mida és comparable al radi del satèl·lit.
Tebe és també el nom de la nimfa grega de la mitologia grega, filla del deu del riu Asopos, elevat per Zeus. La ciutat de Tebes li deu el seu nom.